# Ottavio Vitale
Mons. Ottavio Vitale (* 5. února 1959, Grottaglie) je italský římskokatolický kněz, biskup Lezhë a člen kongregace Rogacionistů Srdce Ježíšova.

## Život
Narodil se 5. února 1959 v Grottaglie. V roce 1983 vstoupil k Rogacionistům Srdce Ježíšova a sliby složil 15. září 1985. Na Lateránské univerzitě získal licentiát z pastorální teologie. Na kněze byl vysvěcen 27. června 1992 arcibiskupem Benignem Luigim Papou.
Po vysvěcení byl vedoucím menšího semináře Rogacionistů v Trani a roku 1993 byl poslán do Albánie jako odpovědný a duchovní otec menšího semináře v Shenkollu (Lezhë). Roku 1998 byl jmenován diecézním administrátorem diecéze Lezhë a dne 5. února 2000 apoštolským administrátorem stejného území.
Dne 23. listopadu 2005 byl ustanoven biskupem Lezhë. Biskupské svěcení přijal 6. ledna 2006 z rukou arcibiskupa Angela Massafri a spolusvětiteli byli arcibiskup John Bulaitis a arcibiskup Rrok Mirdita.